# People In Planes
People in Planes – brytyjski zespół rockowy z walijskiego Cardiff.
Na początku zespół występował jako Tetra Splendour oraz Robots in the Sky. W 2005 roku zmienili nazwę na People in Planes jednocześnie wiążąc się z wytwórnią Wind-up Records. Nazwa ta wywodzi się z uwielbienia członków zespołu dla podróży samolotem.

## Skład
- Gareth Jones – wokal prowadzący, gitara rytmiczna, klawisze
- Pete Roberts – gitara prowadząca, wokal
- Kris Blight – gitara basowa
- John Maloney – perkusja
- Ian Russell – klawisze (od 2005)

## Dyskografia

### Albumy
- Splendid Animation (2002), EMI. (jako Tetra Splendour)
- As Far as the Eye Can See (2006), Wind-Up. U.S. Heatseekers #40[1]
- Beyond the Horizon (2008), Wind-Up. U.S. Heatseekers #21[1]

### Albumy EP
- People in Planes EP (2005, Wind-Up, promotional)
- Acoustic EP (2006), Wind-Up
- Gung Ho For Info EP (2009), Wind-Up

### Single
| 2000                                  | "E.T.A" (z Robots in the Sky)                 | — | —  | — | bez albumu                |
| 2001                                  | "Mr. Bishi" (z Tetra Splendour)               | — | —  | — | bez albumu                |
| 2001                                  | "De-rail" (z Tetra Splendour)                 | — | —  | — | bez albumu                |
| 2002                                  | "Pollenfever" (z Tetra Splendour)             | — | —  | — | Splendid Animation        |
| 2005                                  | "Talking Head"                                | — | —  | — | bez albumu                |
| 2006                                  | "If You Talk Too Much (My Head Will Explode)" | — | 33 | — | As Far As the Eye Can See |
| 2007                                  | "Barracuda"                                   | — | —  | — | As Far As the Eye Can See |
| 2008                                  | "Mayday (M'aidez)"                            | — | —  | — | Beyond the Horizon        |
| 2008                                  | "Pretty Buildings"                            | — | —  | — | Beyond the Horizon        |
| 2009                                  | "Last Man Standing"                           | — | 30 | — | Beyond the Horizon        |
| 2009                                  | "Know By Now"                                 | — | —  | — | Beyond the Horizon        |
| "—" nie wzięła udziału w zestawieniu. |                                               |   |    |   |                           |